# Calcott

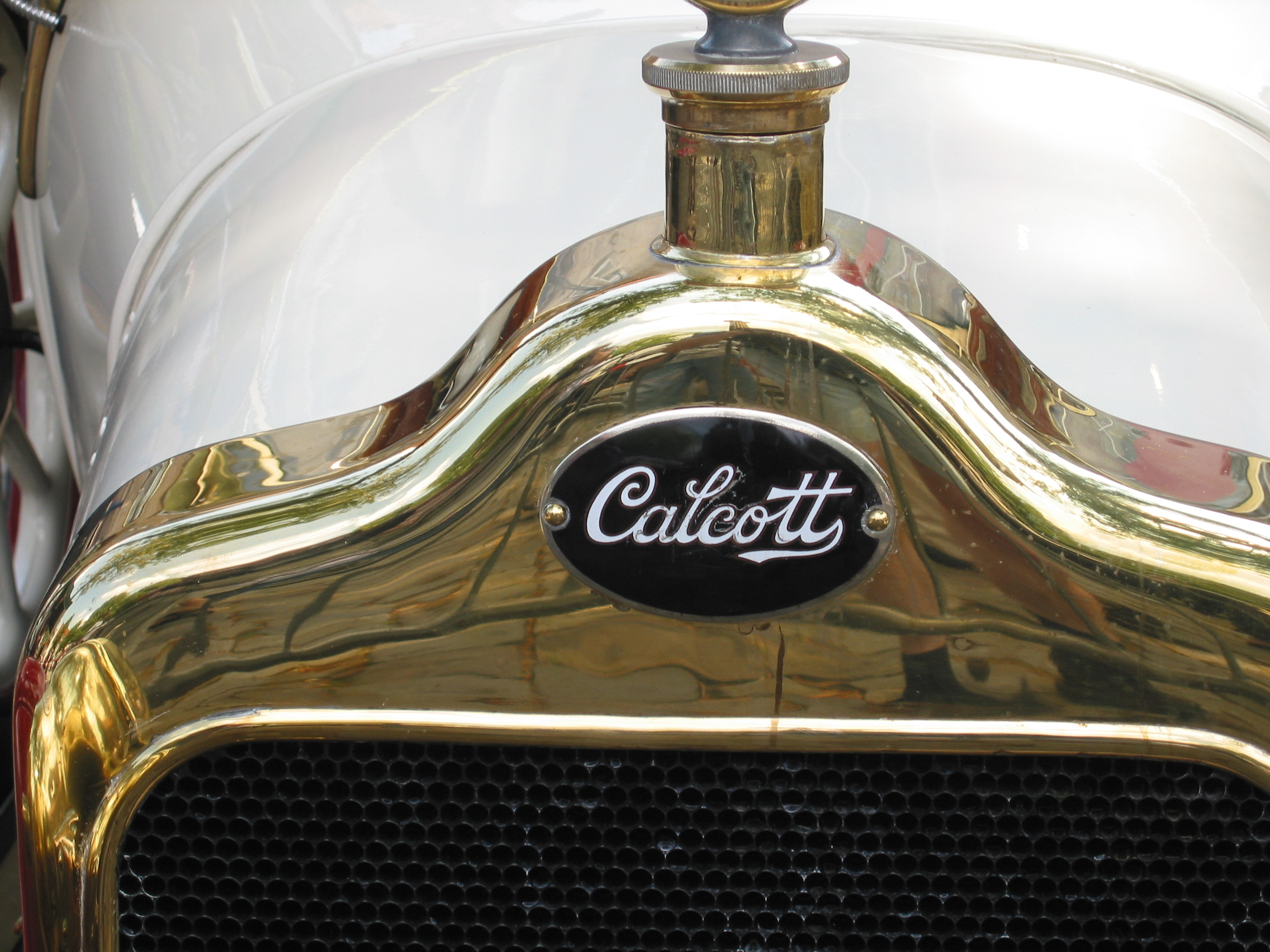
Emblem von Calcott

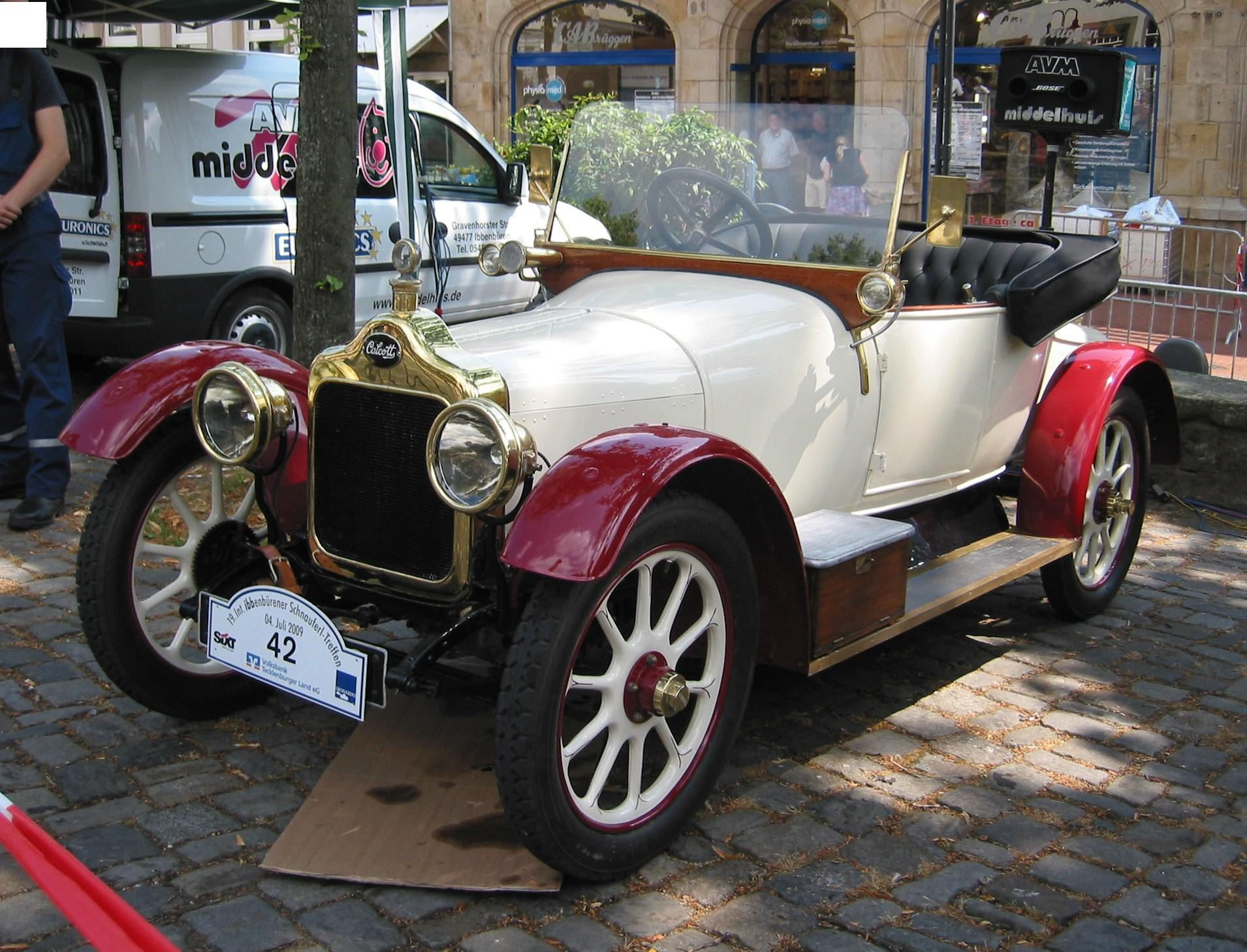
Calcott von 1914

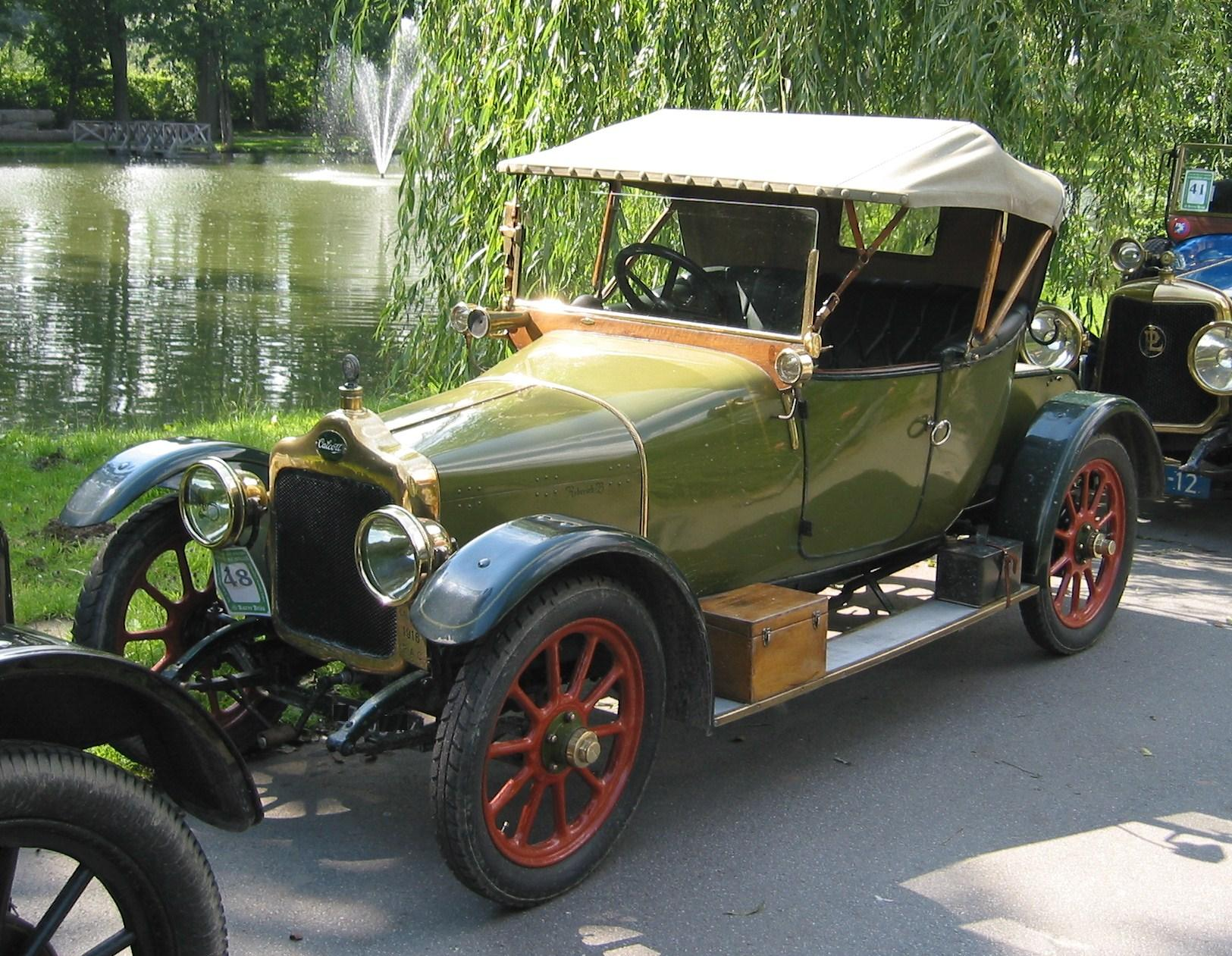
Calcott von 1916

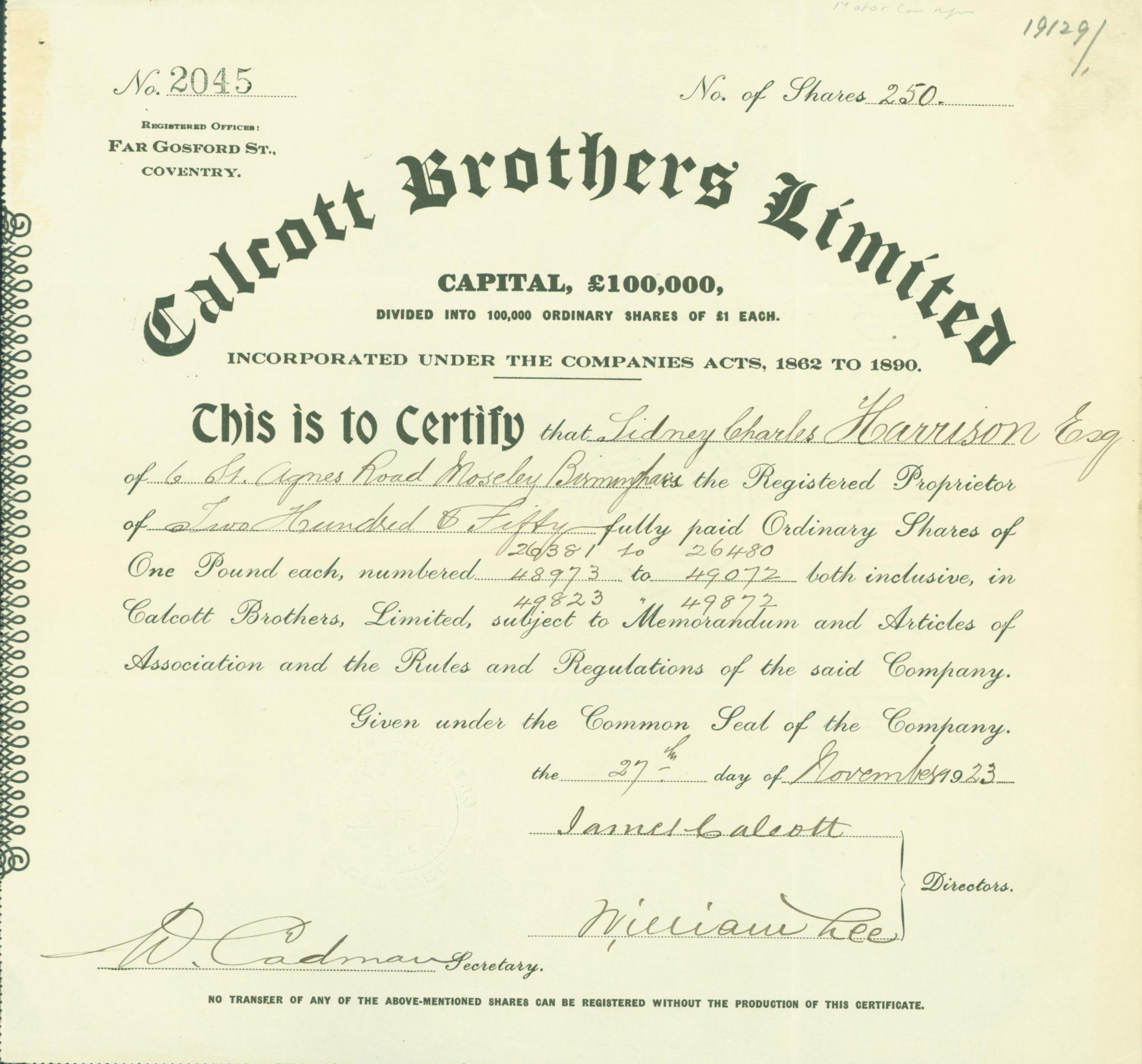
Aktie der Calcott Brothers Limited vom 27. November 1923

Calcott war ein britischer Hersteller von Automobilen und Motorrädern.

## Unternehmensgeschichte
Das Unternehmen Calcott Brothers Limited aus Coventry, das bereits seit einigen Jahren Motorräder herstellte, begann 1913 mit der Produktion von Automobilen. Singer übernahm 1926 das Unternehmen.

## Fahrzeuge
Alle Fahrzeuge besaßen Vierzylindermotoren. Das erste Modell 10 HP wurde bis 1919 produziert und besaß einen Motor mit 1460 cm³ Hubraum. Zwischen 1920 und 1924 gab es den 11,9 HP mit 1645 cm³ Hubraum. Den 10,5 HP gab es von 1922 bis 1925 mit 1460 cm³ Hubraum. Das Modell 13,9 HP mit 2121 cm³ Hubraum wurde nur 1923 hergestellt. Zwischen 1925 und 1926 wurden die drei Modelle 10/15 HP mit 1460 cm³ Hubraum, 12/24 HP mit 1954 cm³ Hubraum und 16/50 HP mit 2565 cm³ Hubraum angeboten.
Ein Fahrzeug dieser Marke ist im National Motor Museum in Beaulieu zu besichtigen.